# Coppa Challenge
La Coppa Challenge fu un torneo di pallavolo maschile per squadre di club argentine organizzato dall'ACLAV.

## Formula
Il torneo prevede la partecipazione dei quattro club eliminati ai quarti di finale dei play-off scudetto della Liga Argentina de Voleibol, sostituendo la Coppa Argentina. Le formazioni si affrontano in semifinali e finale in gara unica, venendo accoppiate col metodo della serpentina e ospitate dai club con la testa di serie più alta. Il club vincitore viene considerato quinto classificato nella classifica finale del campionato.  

## Albo d'oro
| Edizione      | Edizione    |  | Podio    | Podio                              | Podio            |
| Anno          | Sede finale |  | Campione | Risultato                          | Finalista        |
| ------------- | ----------- |  | -------- | ---------------------------------- | ---------------- |
| 2019 Dettagli | Villa Lynch |  | UNTreF   | 3 - 1 (25-15, 23-25, 25-21, 25-14) | Gigantes del Sur |

## Palmarès
| Squadre | Titoli | Stagioni |
| ------- | ------ | -------- |
| UNTreF  | 1      | 2019     |